# Fernando San Isidro
Luis Fernando San Isidro Vallejo (ur. 8 marca 1951 w Madrycie) – hiszpański zapaśnik walczący w stylu klasycznym. Olimpijczyk z Moskwy 1980, gdzie zajął dziesiąte miejsce w wadze średniej. 

## Letnie Igrzyska Olimpijskie 1980
| Konkurencja          | Rundy eliminacyjne  | Rundy eliminacyjne           | Klas. końcowa |
| Konkurencja          | Przeciwnik I        | Przeciwnik II                | Miejsce       |
| -------------------- | ------------------- | ---------------------------- | ------------- |
| 82 kg styl klasyczny | Detlef Kühn (GDR) P | Aduuchiin Baatarkhüü (MGL) P | 10.           |